# 安納布爾納山塊

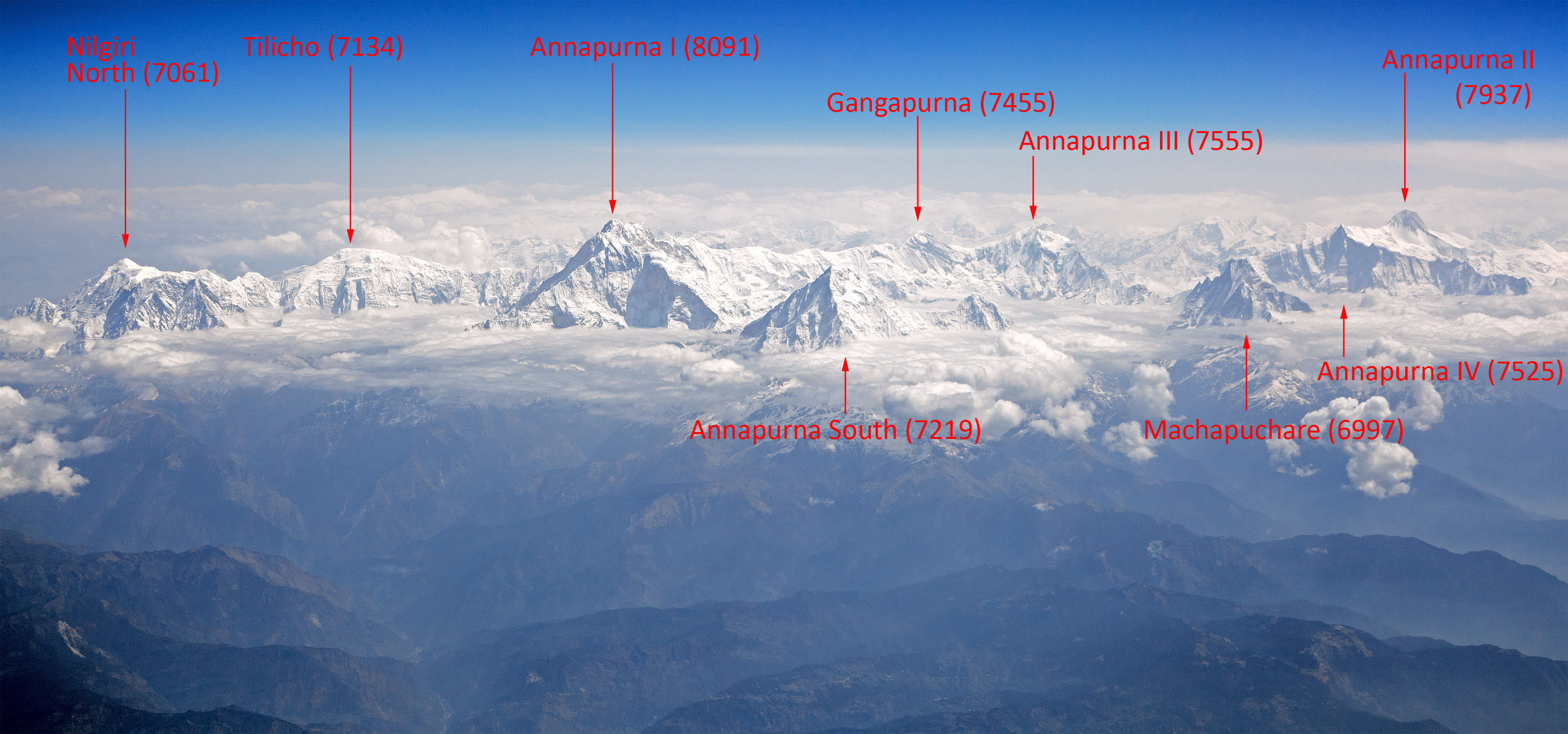
安納布爾納山塊

安納布爾納山塊（/ˌænəˈpʊərnəˌ -ˈpɜːr-/），又稱安納布爾納峰群，是位於尼泊爾中北部喜馬拉雅山脈的一個山塊。該山塊包括一座超過8,000（26,247英尺）的山峰，13座超過7,000（22,966英尺）的山峰，以及16座超過6,000（19,685英尺）的山峰。安納普爾納山塊全長55（34英里），西側由卡利甘達基峽谷為界，北部和東部由馬希揚迪河為界，南部則由博卡拉谷地為界。安納普爾納山塊的最高峰是安納普爾納一號主峰，其海拔8,091（26,545英尺），是世界第十高峰。1950年，莫里斯·荷索帶領法國探險隊成功從北坡登頂，成為首個被成功攀登的八千米高峰。
這個山脈的名稱來自於印度教女神安納布爾納，意為「食物和營養的賜予者」，因為這個山脈源頭的常綠河流全年在下方平原上生成綠意並支持植被。她也被認為是喜馬瓦特（山之王）的女兒之一。
歷史上，安納普爾納山峰一直是世界上最危險的攀登山峰之一，特別是安納普爾納一號主峰的極其陡峭的南壁——一面高達3,000米（9,800英尺）的岩壁——使其成為世界上最困難的攀登之一。 截至2022年1月，安納普爾納一號主峰共有365次成功登頂，並發生了72起攀登死亡事故，死亡率接近20%。

## 山峰
安納普爾納山塊包含六座主要山峰，海拔均超過7,200（23,622英尺）。其中，包括安納普爾納一號主峰、安納普爾納一號中央峰、安納普爾納一號東峰、安納普爾納二號、安納普爾納三號、安納普爾納四號等。安納普爾納南峰（又稱安納普爾納達克欣或莫迪茨）於1964年首次被日本探險隊經由北脊成功攀登。馬哈普查里峰因其形狀似魚尾而得名，雖然其海拔未達7,000米，但也是安納普爾納山塊的重要山峰之一。這些山峰與安納普爾納一號的南面共同構成了通往安納普爾納聖殿的「門戶」。
| 山峰                   | 海拔                    |
| ---------------------- | ----------------------- |
| 安納普爾納一號（主峰） | 8,091 米（26,545 英尺） |
| 安納普爾納一號中央峰   | 8,051米（26,414英尺）   |
| 安納普爾納一號東峰     | 8,010米（26,280英尺）   |
| 安納布爾納II峰         | 7,937 米（26,040 英尺） |
| 安納普爾納三號         | 7,555 米（24,786 英尺） |
| 安納普爾納四號         | 7,525 米（24,688 英尺） |
| 安納普爾納南峰         | 7,219 米（23,684 英尺） |
| 安納普爾納犬牙峰       | 7,647米（25,089英尺）   |
| 康薩爾康峰             | 7,485米（24,557英尺）   |
| 塔克康峰               | 7,202米（23,629英尺）   |
| 拉赫納爾峰             | 7,140米（23,425英尺）   |
| 提里丘峰               | 7,135米（23,409英尺）   |
| 尼爾吉里喜馬爾北峰     | 7,061米（23,166英尺）   |
| 尼爾吉里喜馬爾中央峰   | 6,940米（22,769英尺）   |
| 尼爾吉里喜馬爾南峰     | 6,839米（22,438英尺）   |
| 馬哈普查里峰           | 6,993米（22,943英尺）   |
| 希昂楚里峰             | 6,441米（21,132英尺）   |
| 甘德哈巴楚里峰         | 6,248米（20,499英尺）   |
| 剛迦普爾納峰           | 7,455 米（24,457 英尺） |

## 攀登歷史
1965年5月6日，德國探險隊首次成功登頂剛迦普爾納峰，隊長古瑟·豪瑟率領11人通過東脊路線到達頂峰。1964年，日本探險隊先行攀登了安納布爾納南峰，通過北脊路線，隊員包括S. Uyeo和明瑪泰青二人。希昂丘里峰（6,441米或21,132英尺）是安納普爾納南峰向東延伸的一座附峰，1971年，美國和平隊志願者克雷格·安德森率隊首次登頂。馬哈普拉吉峰（6,993米或22,943英尺）因形似魚尾得名，雖未達7,000米但在安納布爾納山中也十分重要。它和希昂丘里峰都極為顯著，位於博卡拉山谷。這兩座山可以說是通往安納普爾納聖殿和安納普爾納一號的「入口」。1957年，威爾弗里德·諾伊斯和A·D·M·科克斯兩人到達馬哈普拉吉峰頂（最後50米因屬當地的宗教聖地被禁止進入）後，該峰就長期禁止攀登。

## 徒步旅行
安納布爾納保護區（7,629平方公里）是知名的徒步旅行地區。該地區有三條主要徒步路線：通往喬姆森和穆克蒂納特的「喬姆森徒步路線」，近期受改路工程的影響越來越大）；通往安納布爾納大本營的「安納布爾納聖殿路線」；以及環繞安納普爾納喜馬拉雅山區的「安納布爾納環線」。博卡拉鎮通常是這些行程的起點，也是1至4日短途徒步的好地方，如通往戈雷帕尼或甘杜克等地。
木斯塘作為一個曾為與西藏接壤的王國的邊境地區，同樣從地理上也屬於安納布爾納區域，但是上木斯唐的徒步需要特殊許可。由於尼泊爾政府在該地投入道路建設，木斯唐正日益受山地自行車愛好者的歡迎。
約三分之二來尼泊爾徒步旅行的遊客會選擇安納布爾納地區。該地交通便利，地形各異，旅館眾多，徒步路線富有文化內涵，民宿接待也是其獨特魅力。 徒步者需要在尼泊爾移民局購買有效10日的特別許可。

## 2014年徒步旅行災難
2014年10月，安納普爾納地區發生雪崩和暴風雪，造成至少43人死亡，約175人受傷，包括來自尼泊爾、以色列、加拿大、印度、斯洛伐克和波蘭的徒步旅行者。約有100名徒步旅行者在4,800米（15,700英尺）高的旅館出發，試圖攀登到托隆拉山口的頂部，然後下山。
尼泊爾當局因未能充分警告即將來臨的惡劣天氣而飽受批評。 到10月18日，報告稱約有289人已被救出。尼泊爾旅遊部的一位官員在10月18日表示，直升機正在尋找雪地區域高達5,790（19,000英尺）處的倖存者和遺體，並試圖到達困在托隆拉山口的22名徒步旅行者。事件被稱為尼泊爾有史以來最嚴重的徒步旅行災難。